# メトロ・ランド

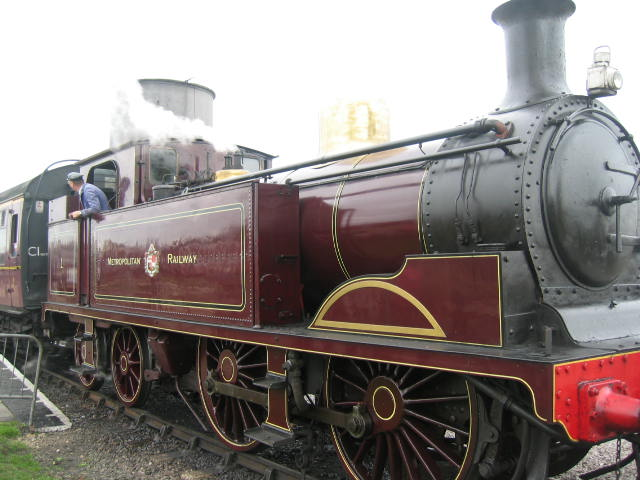
メトロポリタン鉄道の蒸気機関車

メトロ・ランド（英語: Metro-land）は20世紀初頭にロンドン北西部のバッキンガムシャー、ハートフォードシャー、そしてミドルセックス州にメトロポリタン鉄道が供給した郊外地域につけられた名称である。メトロポリタン鉄道は、余剰の土地を保持することができるという特権的な地位にあった。1919年からここは、名目上独立した「メトロポリタン鉄道地方不動産会社」(Metropolitan Railway Country Estates Limited)により、住宅地として開発された。「路線延伸ガイド」が1915年に「メトロ・ランドガイド」になったときに、メトロポリタン鉄道のマーケティング部門が「Metro-land」という言葉を造語した。メトロ・ランドガイドは、メトロポリタン鉄道が1933年にロンドン旅客運輸公社に吸収されるまで、ロンドン中心部への高速な鉄道サービスのある、美しい田園地方の中の現代的な住宅という夢を宣伝した。

## 起源

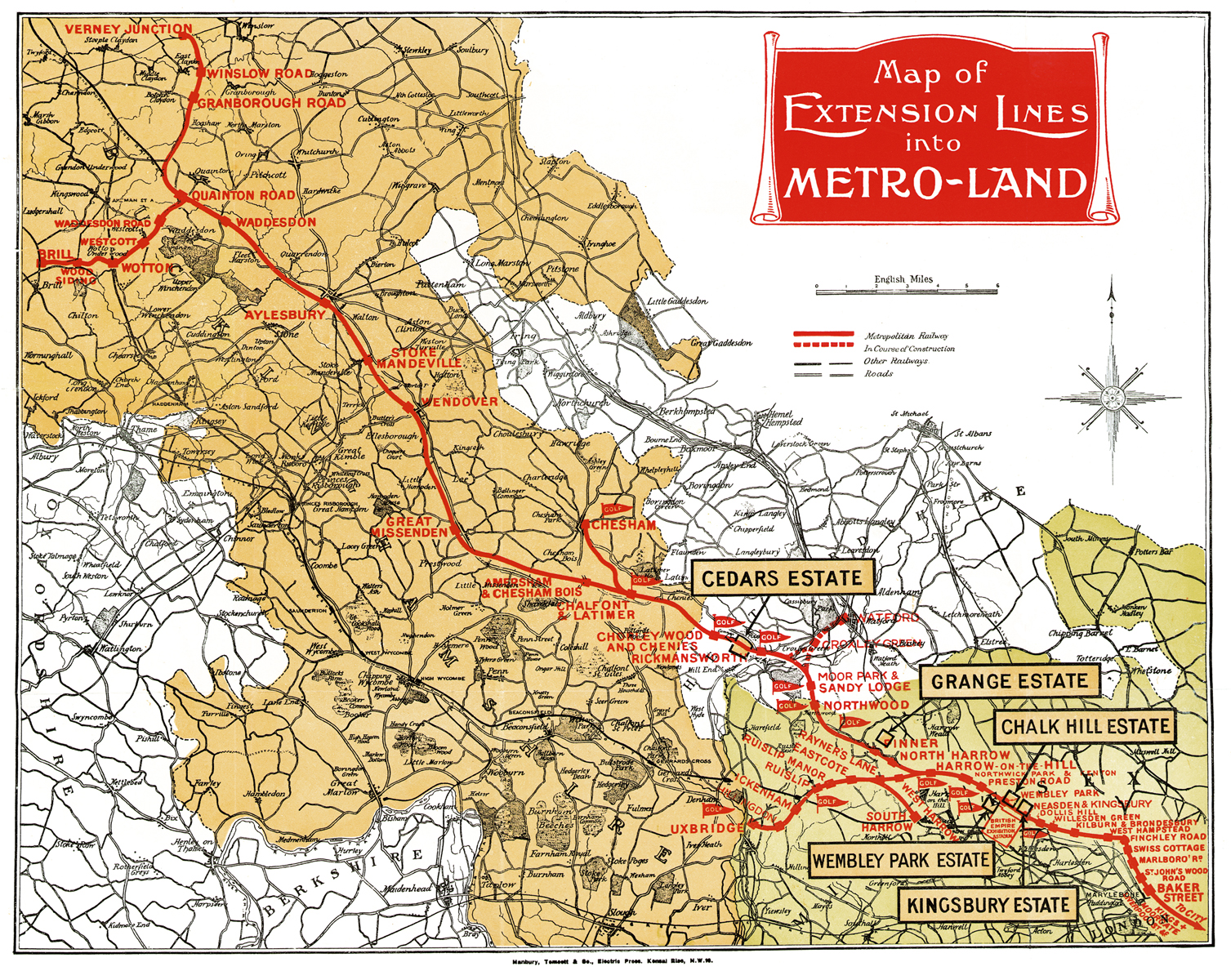
メトロポリタン鉄道が出版したMetro-land小冊子から「メトロ・ランド」の地図

### メトロポリタン鉄道
メトロポリタン鉄道（略してMet）は1863年から1933年までロンドンにて乗客と貨物の鉄道を供給し、その主幹路線はシティ・オブ・ロンドンの商業的中心地から北へ進み、ミドルセックス州郊外に至るものだった。主幹鉄道の最初の路線はパディントン駅、ユーストン駅そしてキングス・クロス駅を接続し、1863年1月10日に路線はガスが照らした木製の客車を蒸気機関車が牽引することで開業し、世界最初の地下鉄となった。1871年、パリにて地下鉄の建設が計画され、ロンドンの路線を模したMétropolitainの名称で呼ばれた。現代語の「metro」はフランス語の用語を短縮したものである。鉄道は間もなく両端の駅と、ベイカー・ストリート駅からの支線へと路線を延伸した。1864年にはHammersmith駅へ、1877年にはRichmond駅へ延伸し、1884年にサークル線が完成した。しかし、路線の最重要経路になったのはミドルセックス州郊外への北に向かう路線で、ここで、それは新しい郊外の開発を刺激した。Harrow駅へは1880年に延伸され、路線は最終的に、ロンドン中心部とベイカー・ストリートから50マイル (80キロメートル)離れた、バッキンガムシャーのVerney Junction駅へ極力延長された。19世紀末には、鉄道はメリルボーン駅から外の線路をen:Great Central Railwayと共有した。
1905年には電気機関車による牽引が導入され、Uxbridge、Harrow-on-the-Hillそしてベイカー・ストリートの間を電車が運行してサービスした。ロンドン中心部のトンネルから蒸気と煙と取り除くために、メトロポリタン鉄道は電気機関車を購入し、1908年からHarrowにて蒸気機関車牽引の列車と交換した。1920年代には、サービス向上のために、より強力な電気機関車と蒸気機関車を導入した。1925年にはRickmansworthからWatfordへの短い支線が開業した。第二次世界大戦のあと、Wembley Parkから4-マイル (6.4 km)の長さのStanmore支線が建設された。

### メトロ・ランド

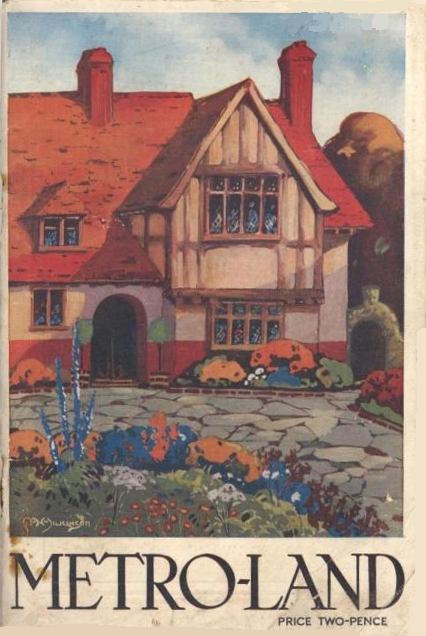
1921年に出版されたメトロ・ランドガイドの表紙

他の鉄道会社とは異なり、余剰の土地を処分する必要があり、メトロポリタン鉄道は将来の鉄道利用のために、それが必要と信じていたような土地を保持することができる条項と特権的な立場にあった。当初は、余剰土地はメトロポリタン鉄道の取締役で構成された土地委員会によって管理されていた。1880年代中、時を同じくして鉄道はSwiss Cottageを超えて延伸されるとともにNeasdenに労働者たちの団地が建設され、道路や下水道がWillesden Park団地に建設されて、土地は建設者に売却された。同様の開発はen:Pinnerの近くのCecil Parkでも行われ、Wembleyでの塔の障害が発生した後、小区画地がWembley Parkで販売された。
1912年、ゼネラルマネージャーのSelbieは、いくつかの専門性が必要になったと思い、同社が鉄道の近くに団地を開発するために、余剰土地を委員会から引き継ぐ考案を提示した。しかし、メトロポリタン鉄道カントリーエステートリミテッド（MRCE）が創設される前に、第一次世界大戦がこの計画と住宅ブームの期待を1919年まで遅延させた。開催された議会はメトロポリタン鉄道の独自の地位を考え直すかも知れないと懸念し、鉄道会社は法律上の助言を求めた。法律専門家の意見では、メトロポリタン鉄道は土地を所有する権限を持つが、その設立された独立した会社の全ても、取締役の一人も鉄道会社の役員だったが、その土地ではなにひとつ開発しなかったということであった。MRCEはen:Neasdenの近くのKingsbury Garden Village、en:Wembley Park、Cecil Parkの住宅団地の開発に乗り出し、en:Pinnerにおいて農場不動産とen:Rickmansworthにて不動産の譲渡、そしてen:Harrow Garden Villageのような場所を創造した。
用語"Metro-land"は1915年にメトロポリタン鉄道のマーケティング部門で造語され、「路線延伸ガイド」が「メトロ・ランドガイド」となり、1ポンドの値段が付けられた。メトロポリタン鉄道が分配する土地は労働者、訪問者そして後に住居を探す人に向けて販売された。メトロ・ランドガイドは、メトロポリタン鉄道が独立した会社だった最後の年である1932年まで毎年出版され、ガイドは「Chilternsの良い空気」を褒め称え、「メトロ・ランドを愛するそれぞれの人は、自分の好きなブナの木と雑木林があるかもしれません —春には愛らしい緑、10月にはあずき色と金の全てに震えるでしょう」というような言葉を使った。そして美しい田園風景の中に現代的な家があり、ロンドン中心部への早い鉄道サービスがあると夢を宣伝した。
1914年頃から、会社は自社を"The Met"と宣伝したが、しかし後に1920年に商業マネージャーのJohn Wardleは、その代わりに時刻表や他の出版素材に"Metro"を確実に使用した。土地開発はまた1929年のロンドン中心部でも行われ、豪華なアパート区画の"Chiltern Court"がベイカーストリートにオープンした。Metの建築物はCharles W. Clarkが設計し、彼は同時にメトロ・ランドの外のいくつかの駅の再建造における設計責任者だった。

## メトロポリタン鉄道への統合
1933年7月1日、メトロポリタン鉄道は他の地下鉄道、路面電車会社そしてバス運行者と併合し、ロンドン旅客運輸公社（LTPB）となり、もともとの路線はロンドン・トランスポートのメトロポリタン線となった。LTPBは荷物と貨物サービスの走行には興味がなく、London and North Eastern Railway (LNER)が貨物輸送を引き継いだ。同時にLNERはRickmansworthの北への蒸気機関車による客車列車牽引の責任者となった。Aylesburyの北からVerney JunctionとBrillへの路線は廃止された；Brillへの最終列車は1935年11月30日、Quainton RoadとVerney Junctionへの最終列車は1936年4月2日に運行された。Quainton RoadはLNERにより営業が継続された。当分、LPTBは"Metro-land"タグを使用した;「メトロ・ランドと海への格安運賃」が1934年に広告されたが、「Metro-land」ブランドは早々と落とされた。ロンドン・トランスポートは「首都から離れよう」や「良い地点、the Chilterns」のような新しいスローガンを導入した。
蒸気機関車による列車牽引は、メトロポリタン線となった後も1961年までセクションの外側で運行され続けた。その日からメトロポリタン列車はAmershamより遠方に限り走り、Great MissendenとAylesburyの間の駅をカバーするMaryleboneからの本線サービスを伴った。

## メトロ・ランドの定義
「メトロ・ランド」ガイドは、メトロ・ランドを「各訪問者が自分自身のために、伸縮性のある境界線を描くことができる土地である」と協調していた。事実、メトロ・ランドの主要な特徴は、メトロポリタン鉄道の土地に固有のものではなく、それはより一般的に起動された；一例を挙げると、Kathryn Bradley-Hole writingによって書かれたen:Gunnersbury Parkと、ロンドンEvening Standardのどちらか、2009年、見出しの下に、「メトロ・ランドの中で回線ダウン」、en:High Barnet (Northern Line)、en:Loughton (Central Line)と確認し、そしてAmershamとRickmansworthの2つの首都郊外は「通勤が簡単なトップの位置」と書かれた。まさにその通り、「メトロ・ランド」はかなり堅調で、これまでのようにバッキンガムシャーChilternsに関係していた、その「大公国」はBurnhamのhundredに限られた：「the Chinternsの周囲のMarlowとWycombesはメトロ・ランドではありません」。
Harrowのen:Hugh Cassonによる建築はメトロ・ランドの「中心都市」と見なされ、そして一方en:Arthur Meeはen:Wembleyを「国王のイングランドの縮図」と評した。2012年のCountry Lifeの記者は、Chilternsを通じて新しい高速鉄道リンク（"en:HS2"）を構築するための計画を参考に、ただ都市部ではないがサブのようにそんなに郊外でもない、Alyesburyのまわりの開発スタイルを却下した。しかしながら、「道が敷かれた時、精神が持ち上がり、あなたはWaddesdonに達する。あなたはほとんど、あなたはRothschildlandにいると言われる必要はありません」。後者のタグはen:Waddesdon Manorをほのめかし、不動産はロスチャイルド男爵により管理されナショナルトラスト運動が所有した。

## スローガンと参照
1929年に駅が開業してからベイカー・ストリートのメトロポリタン鉄道のターミナルは「メトロ・ランドへの入口」そしてChilternの邸宅への入口と呼ばれ、第二次世界大戦中は特殊作戦執行部(Special Operations Executive, SOE)の司令部が「メトロ・ランドへの入口」に置かれた。類似した手法で、Chorley Wood & Chenies、John Betjemanで後述は「本来のメトロ・ランド」、または「Chiltern Hillsへの入口」（そのうちen:Wendoverは真珠だった）と呼ばれた。

### 文学と歌

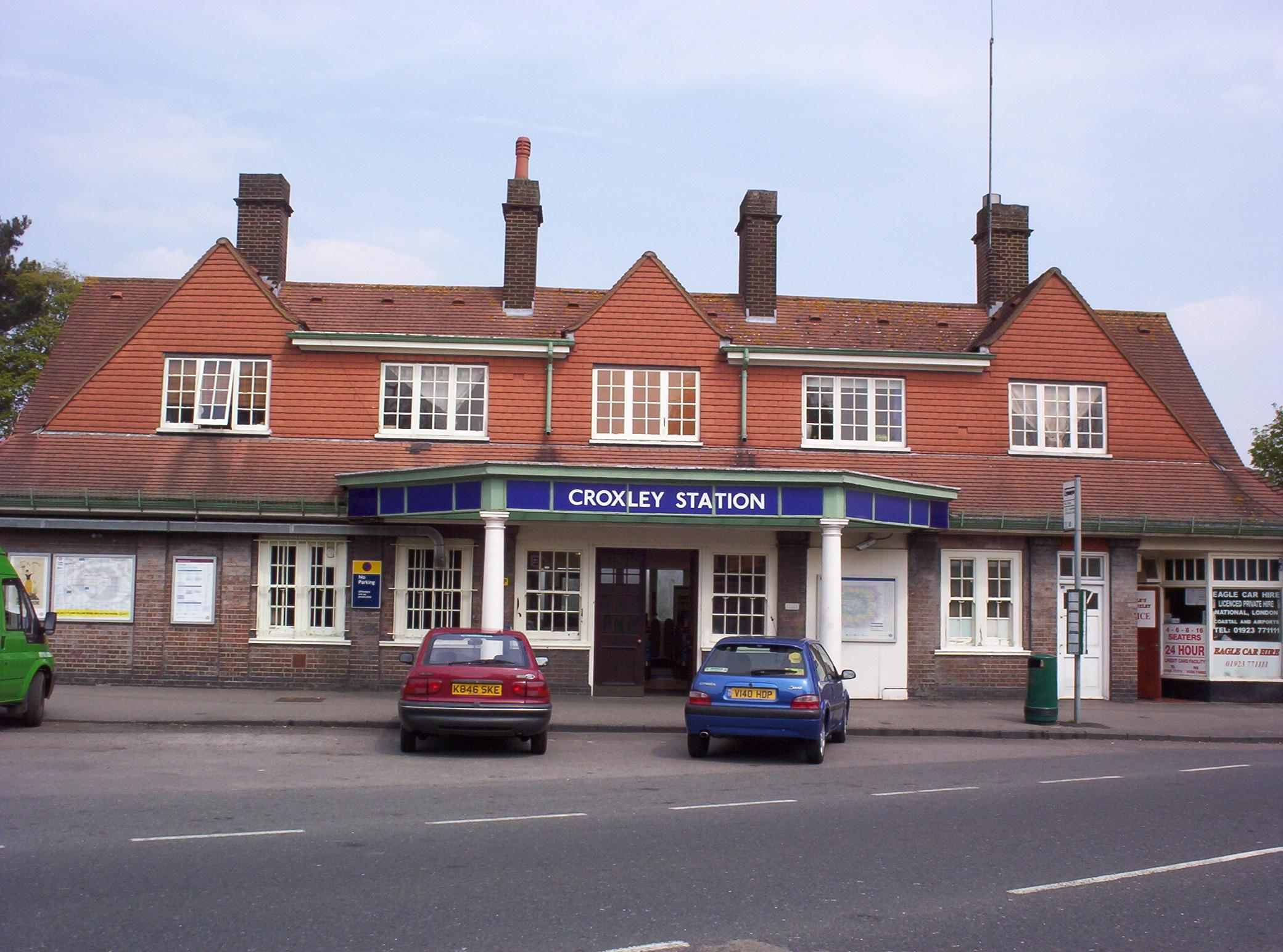
Croxley Green (now Croxley) station (C. W. Clark, 1925)

第一次世界大戦が集結する前、en:George R. Simsは詩中に用語を取り入れた：「私が知っている土地は野生の花が育つ/あなたも列車で近く、近くで手に取ろう/メトロランド、メトロランド」。1920年代、言葉はその意識でとても深く根付いていき、イーヴリン・ウォーの小説「大転落」（1928年）の中で、Hon Margot Beste-Chetwynd子爵はメトロ・ランドで彼女の2人目の夫を取った。レディ・メトロランドは「卑しい肉体」（1930年）にも再登場する。メトロ・ランドは歌My Little Metro-land Home（詩：Boyle Lawrence・曲：Henry Thraile、1920年）でさらに公共精神に入り、別の小唄は、en:Ruislipのポプラ不動産の美徳を絶賛しながら「メトロポリタン鉄道で非常に短い距離/そしてあなたはゲートで待っている甘いスミレを見つけることができる」と主張した。en:Queensburyとその周囲の地域と評判は、ベルリンをベースにしたパンクジャズバンドen:The Magoo Brothersのアルバム「Beyond Believable」収録の歌「Queensbury Station"」に引用され、Bouncing Corporation labelから1988年に発売された。歌はメトロ・ランド地域に居住し成長したen:Paul BoninとMelanie Hickfordによって書かれた。1997年、en:Metroland_(film)というタイトルと設定のクリスチャン・ベール主演の映画が、メトロ・ランドに生活する夫と妻の間の関係について製作された。映画はJulian Barnesが書いた同名の小説を土台にした。

### 「メトロ・ランドに住もう」
1903年、メトロポリタン鉄道はCecil Parkとen:Pinnerに住宅不動産を開発し、これは以降の30年間で最初で、同じような企業がそれに続いた。1908年から1930年からメトロポリタン鉄道のゼネラルマネージャーRobert H Selbieが監督し、鉄道は独自の土地不動産会社を1919年に設立した。スローガンの「メトロ・ランドに住もう」（"Live in Metro-land"）は、メトロポリタン鉄道の客車のドアのハンドルにエッチングされた。
Hillingdon（1923年）のようないくつかの駅は、会社の郊外開発を特に満たすために構築された。その中にはWembley Park、Croxley Green （1925年）とStanmore（1932年）が含まれ、これらの駅はCharles W. Clark（Chintern Courtの責任者）がアーツ・アンド・クラフツの"villa"スタイルで設計された。しかし、これらは周囲の環境と調和するように意図されており、彼らは間違いなくen:Charles Holdenの印象的な品格とビジョンを欠いていて、遅い1920年代から早い1930年代のロンドン地下鉄の現代的なデザインを有していた。

### 模倣者
約70年後、Chilterns保全板は2004年に「Chilterns Country - 鉄道駅から田園地帯を歩こう」という広告を出した。メトロ・ランドを疑いなく描き、ブラブラ歩く人のためのガイドで、イギリス国鉄南部が出版直後に第二次世界大戦に突入し、SurreyとSussex駅の「でこぼこ土地」を参考にした。

## メトロ・ランドの精神
「メトロ・ランドガイド」の感傷的でやや古風な散文（ロマンの道は東端を斜めに…集落から牧場へ労働者の日常の経路をマークする無限の田園小道）素朴なエデンの園を巻き起こした - en:Middle England, perhaps同様に製造業の株式のも、有名な同胞の外套を着たen:Stanley Baldwin（1927年-1932年に首相を3回務めた）に呼び出された（国の鍛冶場で、金敷にハンマーを打ち付ける音、砥石に対して鎌の音）。ロンドン地下鉄の歴史家の一人として顔をしかめてそれを置き、「メトロ・ランドの世界は人で雑然としない：郊外の小道には人通りがなく…まるで人々より牧場の動物の方が多いくらいだ」。
もっと冷笑的な視点だと、時代の変化とコントラスト幻想を探し求め、作曲家で指揮者のコンスタント・ランバートは「ハイカーの恐ろしいのどの愛想の良さを呼び起こし、音を立てて自分の道を渡ってメトロ・ランドの燃料ポンプを通り過ぎ、週末ブックの助けを借りて、時代遅れの海小屋（原文のまま）を歌って、彼は陽気な古い良いエールとのタンカードをオフに投げているという印象の下で化学的に合成フレーバービールを膨潤…そして地元のガレージ所有者の驚くべき背面にぴしゃり彼に寄って、彼に'4'ALFのパイントを提供」。 

### Townv.country
類似の曖昧さと、新しいが豊かな住宅開発のために、「メトロ・ランド」農村の静けさを組み合わせた牧歌的な写真の広告が拡散された。en:Leslie Thomasは自分の小説の中で、ここでうまく矛盾を生む取り込み、「The Tropic of Ruislip」(1974年)：「田園地帯ではなく、それを。フィールドには触れることができるようだった、しかも遠隔」。記者で歴史家のen:A. N. Wilsonは、鉄道でロンドンに簡単に手の届く所に持ってこられてきていた20世紀初頭の方法郊外の発展を反映して、「無限のリボンを作成してしまったに過ぎない…町や国のどちらかではないかもしれない」。手順の中で、「メトロ・ランド」の田舎の生活のプロモーションにもかかわらず、いくつかの辺境の町や村は、呑み込まれて自分のアイデンティティを失っていってしまった。

#### カントリーライフへの影響
WilsonはCountry Lifeで註釈し、Edward Hudsonにより1897年に設立されていたCountry Life Illustratedカントリーハウスのための広告でこのパターンに影響を与えていた：「もしあなたが株式仲買人や弁護士の妻だったら…あなたはおそらく、GodalmingやEsher、AmershamまたはPennで、オーク材の階段と中方立てのある窓や木組み破風、新しいen:Tudorbethanの邸宅を買う余裕ができる」。周囲の風景の、『Conury Life』自体は、その初期の時代に、それが提供することが観察されている。
英国の田舎のバラで彩られた光景…のどかな村、その土地固有の建物と、農村の工芸品は、既に終わろうとしている。全てが忘れられないほど美しい写真で示された。彼らは辺地の世界に、産業革命以前のイギリスの平和と豊かさを表現した。

「メトロ・ランドガイド」には、正確に同じことが書かれている可能性がある。

#### メトロ・ランドの成長
1930年代の平均相場と4¼パーセントの利子の住宅ローンの利用可能性は、ほとんどの中産階級と多くの労働者階級のポケットの範囲内に十分であった民間住宅を意味した。これはメトロ・ランドの成長の強力な要因であった：例を挙げると、en:Harrow Wealdにおける20世紀最初の30年間での人口動態は1500人から11000人に上昇し、Pinnerでは3000人から23000人に増加した。1932年、Northwick Parkは過去5年間に毎年1000家屋の割合で成長したと言われていて、en:Rayners Laneでは「その成長を見て、短い間隔での訪問に報いた」。

### John Betjeman
20世紀中盤、メトロ・ランドの精神はen:John Betjeman（1906年–84年）により3つの「遅い菊」を呼び起こし、1972年からの桂冠詩人：『Harrow-on-the-Hill』（憂鬱な秋がWembleyに来るとき／そして電車はお茶の後点灯する）、『Middlesex』（GailyはRusilip Gardensに入る／赤い電車が走る）そして『The Metropolitan Railway』（早い電気！輝ける希望とともに／男たちはこの多くの分岐シャンデリアを結成）。彼の自叙伝の『Summoned by Bells』（1960年）で、Betjeminは「Metroland/Beckonedの私たちはbeechy Bucksでレーンを出る」と想起した。

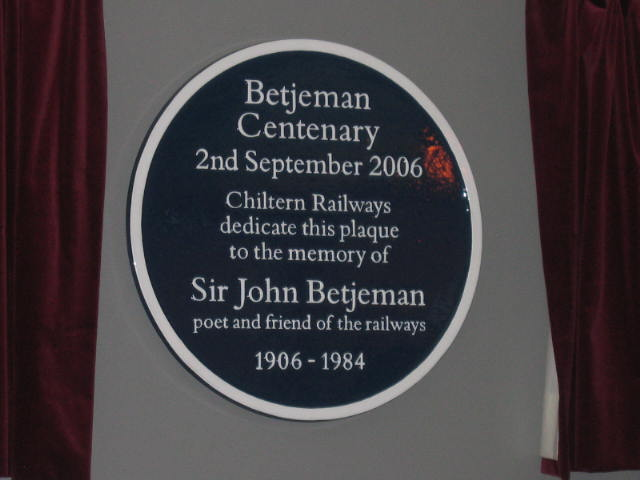
Betjeman 生誕100周年: 記念プラークが:en:Candida Lycett Greenにより発表された。by Marylebone station, 2 September 2006

「The Times」は後に「メトロ・ランドの賛美歌作者」について述べ、BetjemanはBBCテレビでの彼のドキュメンタリーMetro-land（en:Edward Mirzoeff製作）が広い聴衆に達し、1973年2月26日の放送から33年後にDVDが発売された。"an instant classic"プログラムを判断した評論家のen:Clive Jamesは、「メトロ・ランドは独自の方法によって、今までの町をどのように破壊したかを説明した」と観察した。
Betjemanの生誕から100周年となった2006年、彼の娘en:Candida Lycett Green（1942年生）は一連の鉄道お祝いイベントを陣頭指揮し、その中には2006年9月2日にMaryleboneからQuainton Roadへの小旅行、今en:Buckinghamshire Railway Centreの家が含まれる。Lycett Greenはこの旅行計画に注記し、この区間は細かい部分だったと見なされ、メトロ・ランドを通して電車のバゲットに、どのくらいの時間が軌道に乗って停止しているために、詩「Middlesex」は場内アナウンス経由で読み取ることができるように充填した。イベントは「メトロ・ランド」以前の記念行事の伝統であり、1963年にen:Neasdenでの車両の周年パレードや、2004年にUxbridge支線の周年記念のお祝いなどである。

### 復讐者の土地
メトロ・ランド（特に西Hertfordshire）は、1960年代のABCテレビ『おしゃれ(秘)探偵』の背景を形成し、その人気の画像は、幻想のねじれで展開された。典型的なメトロ・ランドの主題（このような鉄道駅や静かな郊外など）は、このシリーズやThe Saint、en:The Baronそしてen:Randall and Hopkirk (Deceased)などでは悪魔のようなプロットと裏切りの設定になり、場所を定期的に使用したそのうちのすべてen:BorehamwoodとPinewood映画スタジオが簡単に手の届くところにあった。

## メトロ・ランドからの脱出
いくつかは、その予測可能性と同一性のために、メトロ・ランドを嫌った。A. N. Wilsonにより観察されたものは、1930年代にメトロ・ランドの中の郊外には「Tudorbethan of Edwardian Surreyとミドルセックスの株式仲買人が夢中になった大きな家」種類の半一戸建て住居が建てられたが、彼らには実際には「狭苦しかった」。彼は回顧した：
[夫]は毎朝最寄り駅に消えたように…妻、半分解放半奴隷、彼らはどうやって多くの新たに発明した家電製品を買う余裕があったのか、男はSlumpの中でどれだけ長く自分の仕事にしがみついていたのかが、常に隠れた疑問だった。戦争になったとき、これらの郊外の囚人の多くは開放感を感じたのも無理はない。

### 戦後の姿勢
第二次世界大戦終結後は一般的に建築家が郊外に背を回した。実際には、非常に言葉があっても軽蔑、軽蔑的に使用される傾向にあった。1951年、マイケル・ヤング（1945年に労働党の選挙に勝利した建築家の一人）は「1郊外は細分化した社会の中で多くの他のようなものだ。稀にコミュニティが繁栄しない」と観察し、またアメリカ人のルイス・マンフォードは1953年にNew Yorkerで書いた「単調さと郊外主義」（monotony and suburbanism）はイギリスの戦後のニュータウンは「想像力に欠ける」設計の結果であったと記した。J. M. Richardsが1946年にArchitectural Reviewの編集者だったときに書いたThe Castles on the Groundは「郊外の味わいの中のすべての申し立てられた欠陥のために…それは100人のイギリス人が90のアピールのためにがんばり、これらは大衆収差のいくつかの奇妙なインスタンスとして離れては説明できない」、彼は、彼の言葉で、「私か同世代の人によって軽蔑される、無関係な偏心、または景色を楽しみにしていたモダニズムへの裏切りである」。
John BetjemanはJohn PiperのCastles on the Ground向けのイラストを賞賛し、「偽半木材、鉛ライトと英国の城の弓の窓」は「郊外で愛用された軽蔑の美しさ」と表現した。しかし、歴史家David Kynastonの60年後の検証によると、「メトロ・ランドの郷愁のために熟した時間は遥かに長かった」のだと言う。

### Julian Barnes:Metroland
メトロ・ランドを容認したValerie Groveは「『郊外』より優しい言葉で、Rickmansworthより先の"Outer Metro-land"以下台無しエリア」と呼び、「郊外は目に見える歴史を持っていない。任意の精神をお持ちの方は…彼らのマークを作るメトロ・ランドの外に出ていた」と指示した。
このように、 ジュリアン・バーンズ（1946年生）の小説「Metroland」（1980年）の中心キャラクターは1997年に映画化され、1968年5月のパリ争乱で終わった - 遅い1970年代を通して、彼の若者のあこがれをオフに投げ、彼はメトロ・ランドに戻った。「メトロ・ランド」は1960年代初頭に、男子生徒Christopher Lloydが毎日ロンドンからメトロポリタン線で旅行する特徴を挙げ、郊外の本質を詳述した。フランス語のレッスンの間、Christopherは「ミドルセックスの見知らぬ人よりEastwick（彼の家の架空の場所）の音の方がいいから」、"J’habite Metroland" ["I live in Metroland"]と明言した。
現実の生活では、何人かの男子生徒は多くの快楽主義のために同じような旅をしていた。2つの大戦の間、少年たちはハーロー校からメトロポリタン鉄道を利用し、ロンドンのナイトクラブへ不正な小旅行をしていたことをBetjemanは思い出した：「警察はHypocrites Clubやthe Coconut Clubを襲撃するたびに、ハーロー校の生徒の側には常に'43やブルーランタンがあるだろう」。

### 社会的流動性：「ルイスリップの熱帯」
20世紀の第二次世界大戦前後のメトロ・ランドの全盛期は、住宅をイングランドの持家派へ宣伝していて、すでに1920年代半ばからの速い上昇で、第三から三分の二に倍増した。 en:Leslie Thomasが1970年代中盤の郊外の性的や社会風俗のユーモラスな記事「ルイスリップの熱帯」（Tropic of Ruislip）（1979年に「Tropic」としてATVで放送された）は、社会的流動性として知られつつあったのか説明するために、鉄道の片側の住宅評議会から用意された、反対側のエグゼクティブ不動産へ家族の定常流。別の記号だった、本の終わりには、Plummers Parkの「半分近く」は（おそらくCarpenders Parkをベースとして、en:Watfordのはずれに）テムズ川からWimbledonまたはen:Southfieldsへ移動した。これらは「attractions of en:Victoriana」の下に置かれ、郊外そのもののような、BetjemanのMetro-landを代弁し、ファッションに戻って来ていた：しかし、不倫を維持するために、互いに結合すると、次のラウンドそれを行うことが同じくらいのを持っているように見えた。
1970年代のメトロ・ランドでもうひとつ垣間見えることは「The Good Life」で提供され、BBCのTVコメディシリーズ（1975年-78年）では郊外の自給生活について明らかにした。セットはサリー州en:Surbitonを通して、1885年にメトロポリタン鉄道のエリアに届くNorthwoodの番組のロケを行った。メトロ・ランドの少ない良性の評価は2000年代半ばに提供された探偵シリーズ「en:Murder in Suburbia」（ITV 2004年-06年）で、Middlefordに架空のセットが組まれ、ロンドン北西部のNorthwoodと他の部分を撮影した。

## 表記に関する注記
「Metroland」は現在一般的に使用されているが、「ブランド」とハイフネーションは「Metro-land」または「METRO-LAND」だった。Evelyn Waugh、John BetjemanそしてJulian Barnes全員はハイフンを付けて表記していた（1973年のBBCのBetjemanのドキュメンタリーで挿入された）。

## 注記と参照

### 注記
1. ↑  The Land Clauses Consolidation Act 1845 required railways to sell off surplus lands within ten years of the time given for completion of the work in the line's enabling Act.[8]
2. ↑  As at Neasden, Cecil Park[12] and Willesden[13] have both been declared conservation areas.
3. ↑  Wardle wished a new sign at Euston Square to read EUSTON SQUARE METRO, but he was overruled by Selbie and METROPOLITAN RAILWAY was spelt in full.[20]
4. ↑  Chiltern Court became one of the most prestigious addresses in London. It was home to, among others, the novelists アーノルド・ベネット and ハーバート・ジョージ・ウェルズ.[21] A ブルー・プラーク commemorating Wells was added to the building on 8 May 2002.[22]
5. ↑  'Jolly Good Ale and Old' was a poem by en:John Still (c.1543–1608), Bishop of en:Bath and Wells, that was included in The Week-End Book, an anthology edited by Francis & Vera Meynell, whose first edition was published in 1924. 'The Wreck of the "What's Her Name"' by Ronald Bagnall & Denham Harrison (1912) contained the lines: "The men they called for smelling-salts, the women shrieked for beer!/Good old glorious beer my lads, not arf, four alf beer!".[38]
6. ↑  In 1962 en:Philip Goodhart, MP for en:Beckenham, wrote of the parliamentary by-election of that year in the Kent suburb of en:Orpington, at which a Conservative majority of over 14,000 was turned into a Liberal victory, that "now the extent and growth of this social mobility can be seen for the first time"[57]
7. ↑  In Tropic of Ruislip, it was possible to hear the rattle of the Metropolitan from Plummers Park. However, although Plummers Park was placed close to Watford "in the latitude of en:Ruislip", it was said to be thirty miles from Central London, whereas Metro-land (1932 edition) gave the distance from Ruislip to Baker Street as 13¼ miles.

### 参照
1. ↑  Green 1987, pp. 3–5.
2. ↑  Edwards, Dennis; Pigram, Ron (1988). The Golden Years of the Metropolitan Railway and the Metro-land Dream. Bloomsbury. p. 32. ISBN 1-870630-11-4
3. ↑  Bobrick, Benson (1981). Labyrinths of Iron. Newsweek books. p. 142
4. ↑  Green 1987, pp. 7–10.
5. ↑  Green 1987, pp. 11–14.
6. ↑  Green 1987, pp. 24–26.
7. ↑  Green 1987, pp. 43–45.
8. ↑  Jackson 1986, p. 134.
9. ↑  Jackson 1986, pp. 134, 137.
10. ↑  Jackson 1986, pp. 82–83.
11. ↑  Jackson 1986, pp. 140–142.
12. ↑  Adams, Stephen (2009年7月15日). “Suburbia that inspired Sir John Betjeman to get heritage protection”. The Telegraph 2012年5月19日閲覧。
13. ↑  “Willesden Green Conservation Area”. en:Brent Council (2010年9月19日). 2012年5月19日閲覧。
14. 1 2  Jackson 1986, p. 240.
15. 1 2  Green 1987, p. 43.
16. 1 2  Jackson 1986, pp. 241–242.
17. ↑  Rowley 2006, pp. 206, 207.
18. 1 2 3  Green 2004, introduction.
19. ↑  Jackson 1986, pp. 195, 325, see also the publicity material reprinted in Simpson 2003, p. 70
20. ↑  Jackson 1986, p. 352.
21. ↑  Foxell 1996, p. 54.
22. ↑  Horne 2003, p. 37.
23. ↑  Green 1987, p. 44.
24. ↑  Horne 2003, pp. 54–56.
25. ↑  Country Life, 22 July 2004[要ページ番号]
26. ↑  Anthea Masey in Evening Standard, 21 October 2009[要ページ番号]
27. 1 2  Stephen Halliday (2001) Underground to Everywhere[要ページ番号]
28. ↑  Arthur Mee, The King's England: London North of the Thames (revised Ann Saunders, 1972)[要ページ番号]
29. ↑  "CA" in Country Life, 18 January 2012[要ページ番号]
30. ↑  Metro-land, BBC TV 1973
31. ↑  Metro-land, 1924 editon[要ページ番号]
32. ↑  GEMA database listing for Queensbury Station song, work no.: 2181020-001[リンク切れ]
33. ↑  S P B Mais (2nd ed 1949) Southern Rambles for Londoners[要ページ番号]
34. 1 2  Metro-land, 1932 edition[要ページ番号]
35. ↑  Dominic Sandbrook (2010) State of Emergency – The Way We Were: Britain 1970-1974[要ページ番号]
36. ↑  Speech at the Hotel Cecil, 6 May 1924
37. ↑  Christian Wolmar (2004) The Subterranean Railway[要ページ番号]
38. 1 2  Constant Lambert (1934) Music Ho!.
39. 1 2 3  A.N.Wilson (2005) After the Victorians[要ページ番号]
40. ↑  Charles Whynne-Hammond (1976) Towns[要ページ番号]
41. ↑  Francesca Scoones in Country Life, 23 November 2006[要ページ番号]
42. ↑  John Stevenson (1984) British Society 1914-45[要ページ番号]
43. ↑  1901 & 1931 censuses
44. ↑  John Betjeman (1954) A Few Late Chrysanthemums
45. ↑  Bill Stock & Alan Hamilton  The Times, 6 January 2007[要ページ番号]
46. ↑  The Observer, 15 December 1974[要ページ番号]
47. ↑  “Betjeman 'Metroland' special from Marylebone to Quainton Road” (2006年9月3日). 2012年3月8日閲覧。
48. ↑  Country Life, 8 June 2006[要ページ番号]
49. ↑  Avengerland
50. ↑  David Kynaston (2009) Family Britain 1951-57[要ページ番号]
51. ↑  Quoted in David Kynaston (2007) Austerity Britain[要ページ番号]
52. ↑  John Betjeman (ed Candida Lycett Green, 1997) Coming Home[要ページ番号]
53. ↑  David Kynaston (2007) Austerity Britain[要ページ番号]
54. ↑  Times Weekend Review, 4 September 2004[要ページ番号]
55. ↑  David Faber (2005) Speaking for England[要ページ番号]
56. ↑  Proportion of dwellings by household tenure, 1938 and 1997: Independent Inquiry into Inequalities in Health (Chair, Sir Donald Acheson), 1998
57. ↑  Letter to Daily Telegraph, 23 March 1962, quoted in D. R. Thorpe (2010) Supermac: The Life of Harold Macmillan.[要ページ番号]

### 書誌情報
- Green, Oliver (1987). The London Underground: An illustrated history. Ian Allan. ISBN 0-7110-1720-4
- Green, Oliver, ed (2004). Metro-Land (British Empire Exhibition 1924 reprinted ed.). Southbank Publishing. ISBN 1-904915-00-0 2012年4月22日閲覧。
- Foxell, Clive (1996). Chesham Shuttle: The Story of a Metropolitan Branch Line (2nd ed.). Clive Foxell. ISBN 0-9529184-0-4
- Horne, Mike (2003). The Metropolitan Line. Capital Transport. ISBN 1-85414-275-5
- Jackson, Alan (1986). London's Metropolitan Railway. David & Charles. ISBN 0-7153-8839-8
- Rowley, Trevor (2006). The English landscape in the twentieth century. Hambledon Continuum. ISBN 1-85285-388-3
- Simpson, Bill (2003). A History of the Metropolitan Railway. Volume 1: The Circle and Extended Lines to Rickmansworth.. Lamplight Publications. ISBN 1-899246-07-X